# Andropogon lacunosus
Andropogon lacunosus är en gräsart som beskrevs av J.G.Anderson. Andropogon lacunosus ingår i släktet Andropogon och familjen gräs. Inga underarter finns listade i Catalogue of Life.